# 商城路 (郑州)
商城路是河南省郑州市一条东西走向的道路，西起人民路，与太康路相接，自西向东分别与紫荆山路、城东路、东明路、未来路、玉凤路等主要道路相交，东止建业路，全长约4.9公里。

## 历史
商城路的前身，原是老城区西北隅城墙下的一片杂草丛生的洼地。1927年冯玉祥主政河南时，打算拆除城墙，在此修建天成门，后因冯部撤离，城门未修，只填平洼地深壕，与西边的太康路相通。1955年在洼地深壕上修筑了一条600米长，通往管城衙署的土路，时称天成路。
文化大革命期间改名为红卫中路，1981年恢复为天成路。1980年代中期，天成路向东拓伸至城东路。因附近有郑州商代遗址而改名为商城路。